# Kassim Abdallah
Kassim Abdallah (* 9. dubna 1987 Marseille) je francouzsko-komorský fotbalový obránce a reprezentant Komor, který působí v klubu Evian Thonon Gaillard FC.

## Klubová kariéra
- AS Busserine (mládež)
- ASCJ Felix-Pyat (mládež)
- US Marignane 2007–2009[1]
- CS Sedan 2009–2012
- Olympique de Marseille 2012–2014
- Evian Thonon Gaillard FC 2014–

## Reprezentační kariéra
V A-mužstvu Komor debutoval 14. 8. 2007 v utkání na Hrách ostrovů Indického oceánu (Jeux des îles de l'océan Indien) proti reprezentaci Madagaskaru (prohra 0:3).